# Jagdschloss Zillbach

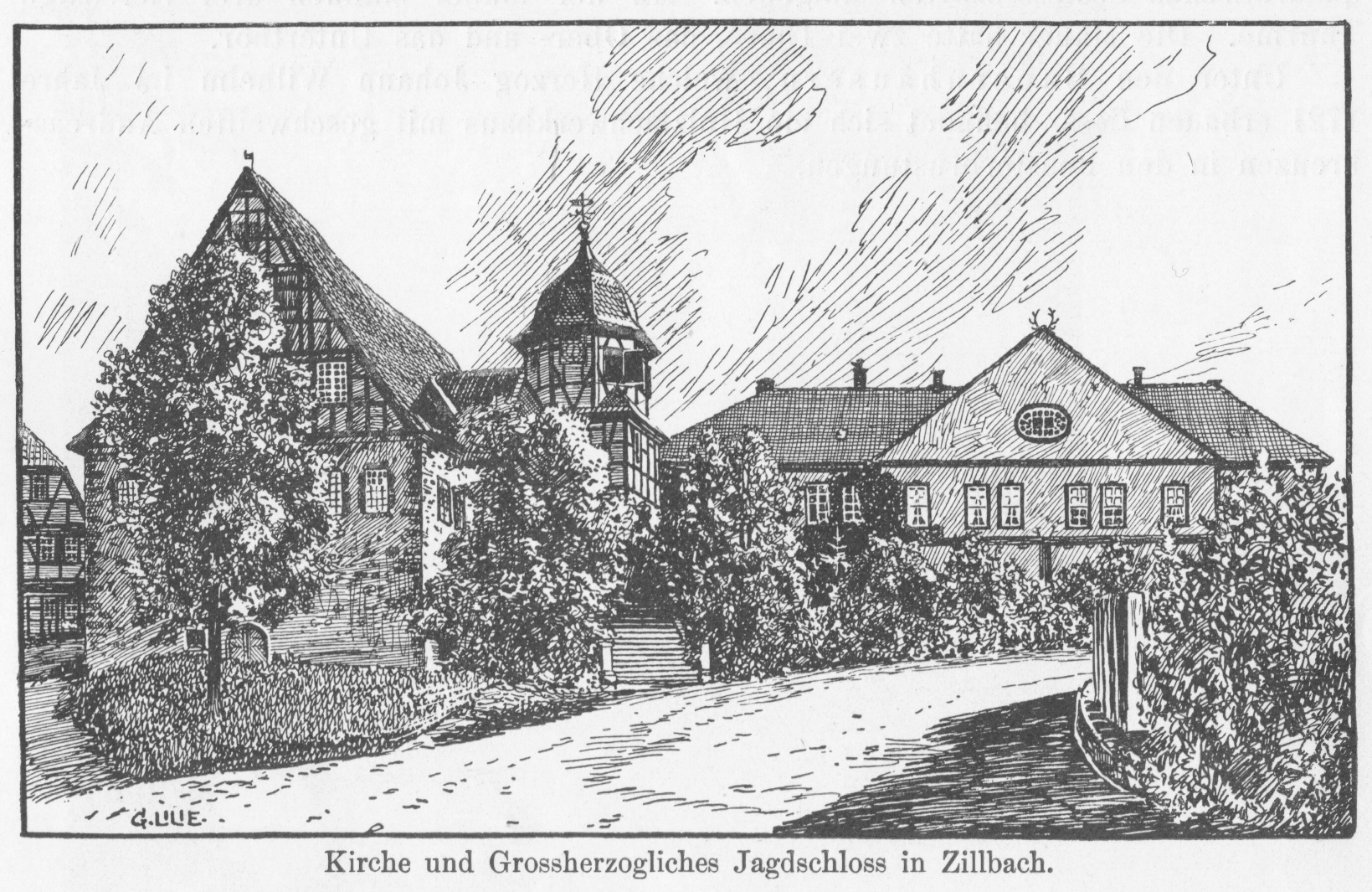
Kirche und Schloss Zillbach (1910)

Das Jagdschloss Zillbach befindet sich in Zillbach im heutigen Landkreis Schmalkalden-Meiningen in Thüringen.
1545 kaufte Georg Ernst, der damalige Graf von Henneberg die frühere Glasbläserei zu Zillbach. Aus deren Resten ließ er bis 1595 das Jagdschloss Zillbach errichten, ein zweigeschossiges Herrenhaus aus verputztem Fachwerk. Dieses gehörte nach dem Aussterben derer von Henneberg dem Herzogtum Sachsen-Weimar, später dem Herzogtum Sachsen-Eisenach und verfiel im 18. Jahrhundert. Im Jahr 1790 wurde auf den Resten der alten Bausubstanz neu aufgebaut. In der Nachbarschaft des Zillbacher Schlosses wurden ab 1693 mit Erlaubnis von Herzog Johann Georg von Sachsen-Eisenach erste Wohnhäuser für Bauern, Bedienstete und Waldarbeiter errichtet, aus denen sich die heutige Ortschaft Zillbach entwickelte.
Heinrich Cotta (1763–1844) richtete 1795 im Schloss Zillbach sein forstwissenschaftliches Institut ein und baute eine forstbotanische Anlage mit hunderten verschiedenen Baumarten auf.
Das Pirschhaus (Jagdhaus) sollte vermutlich ein Ehrenhof werden, denn die Marställe an den Eingangsseiten zum Pavillon waren geplant. Das Projekt wurde höchstwahrscheinlich nie vollendet.